# Concerto pour piano no 4 de Martinů
Incantation
Le Concerto pour piano et orchestre no 4 (Incantation) H.358 est un concerto du compositeur tchèque Bohuslav Martinů. Composé en 1955-56, il fut créé le 4 décembre 1956 par l'Orchestre Philharmonique de New York dirigé par Leopold Stokowski avec Rudolf Firkusny au piano. Pour le musicologue Marc Vignal, il est le plus grand concerto du compositeur.

## Analyse de l'œuvre
1. Poco Allegro: Introduction en si bémol majeur, le piano entre en ut mineur.
2. Poco moderato: Le piano et l'orchestre s'opposent avec véhémence dans un climat sombre er dramatique.

- Durée d'exécution: vingt minutes.

## Source
- François-René Tranchefort, Marc Vignal (rédacteur) opus cité